# مفلح طبعوني
مفلح طبعوني شاعر فلسطيني ولد في الناصرة عام 1949 ومقيم فيها. ومن مدارسها. التحق بمعهد التخنيون للعلوم الهندسية وتابع دراسته في كلية الفيتسو في حيفا حيث حاز على شهادة في التصميم المعماري. نشط في صفوف الحزب الشيوعي والقوى الوطنية في الدفاع حقوق الأقلية العربية والجماهير الفلسطينية في البلاد. عمل في مجال الهندسة لفترة ثلاثة عقود. يعمل حاليا في المجال الثقافي والابداعي في مدينة الناصرة. وله مساهمات تثقيفية عديدة من خلال المحاضرات والندوات التي يشارك بها لأجل تثقيف الطلاب والشبان وتوعيتهم في موضوعات وطنية مختلفة.
شعره: تعامل الشاعر مفلح طبعوني مع النص الأدبي شعرا ونثرا على مدى خمسة عقود. حيث نشر عددا كبيرا من الأشعار والمقالات الأدبية والسياسية في الصحف والمجلات العربية والمحلية. خصوصا في جريدة الاتحاد ومجلتي الجديد والغد. وقد شارك في تحرير مجلة الجديد الحيفاوية. وما يميز ابداع الطبعوني الشعري والأدبي هو بساطته، ونعومته، ورقته، وجمال الفاظه، وتدفق صوره، ووضوح رؤيته، إلى جانب الالتزام الفكري والطبقي المنحاز ابداً لهموم شعبه وقضايا المسحوقين والكادحين والفقراء بانسانية اصيلة راقية.
وفي لقاء مع الشاعر مفلح طبعوني «إن اعتبار قصيدة النثر من النواحي الفنية دون القصائد المختلفة عنها، ما هو إلا هبوط بالجدال الذي يقود حتما إلى جفاف المنطق، ولا أظن أن» أبولو«رب الأغنيات ومبدع الموسيقى والمعبود من قبل الشعراء، يعادي قصيدة النثر بعصبة، وفي زمن الحداثة، وما بعد الحداثة لا يمكننا إلا ادراك الهدف بحواسنا وعدساتنا التي تلتقط الصور الشعرية. يمرغون يا محاوري، سمعة قصيدة النثر لإبراز شرف القصيدة التفعيلة، تماما مثلما حدث مع قصيدة التفعيلة عند ظهورها لتثبيت القصيدة العمودية التقليدية.»
من اقوال الطبعوني كلماتنا الفلسطينية الابداعية بأغلبيتها تبث رائحة عطرها في سهولنا وودياننا، فوق تلالنا وقمم جبالنا. يمتزج مع أزهارنا، تتماهى مع اتراحنا وافراحنا، يسوسها التواصل مع كل المرسوم فوق صفحات الصدق والأمانة والانفتاح والتماثل مع العطاء. نحن لم نعش بعيدا عن التراث، ولم تبعدنا النظريات الغريبة والأيدجلوجيات السمينة عن تراثنا ومكنوناته... نحن لم نقدس ما جاء من الغرب، بل تحاورنا معه واستفدنا منه من اجل الحفاظ على تراثنا وامتدادنا التاريخي، تواصلنا مع موروثنا الثقافي الإيجابي، ولم يتمكن انفتاحنا على الثقافات الغربية من ابعادنا عن موروثنا.
كان واحدا من الكتاب الذين ساهموا في تأسيس اتحاد الكتاب العرب في البلاد. ولكنه برز أكثر كشاعر.
قائمة الاصدارات
1.  «قصائد معتقة»، شعر - رام الله: عنات للطباعة والنشر والتوزيع، 1999.
2. "عطايا العناق"، شعر - رام الله: دار الماجد. 2011 - يقول عنه الناقد محمد هيبي في تظهيره لديوانه "عطايا العناق": "مفلح طبعوني يعشق الحياة ويركب المركب الصعب، جمع بين صبر المتنبي وحكمة أبو تمام وخمرة أبي نواس وفروسية عنترة ورومانسيته، ورغم ان سوء هذا الزمن السيء تقطر من دمه، فلا عجب ان تفيض اساطيره البنفسجية حكمة ثابتة تنطق الصمت، وعشقاً رقيقاً ناعماً يذيب الصخر. ولا عجب ان يشتهيه المدى كما يشتهيه الموت، ولكنه يعرف كيف يستنشق ماء التمرد، ويسطر ملحمة البقاء، ويعرف من اين تؤجج شهوة المدى، وكيف يجعل الموت يشتهيه؟. مضيفاً: "مفلح طبعوني شاعر يحب كما نحب، ويعاني كما نعاني، ورغم الشحوبات المتجددة فيه، انه شاعر يعيش روعة انتظار عطايا العناق".
3. «نزيف الظلال»: الصادر عن دار الماجد برام الله 2014، ويقع في (126) صفحة من القطع المتوسط، يتوزع عليها ثلاث عشرة قصيدة، تبدأ بعنوان «بعث أبيد» وتنتهي بـ «اعتكاف». وما بين هذين العنوانين تربض قصائد «مفلح طبعوني»، التي تحمل نكهات مختلفة، ومذاقات مختلفة، إلا أنها تجتمع معًا لتنجب «الظلال» التي تنزف غضبًا وحنقًا، فيثور على «التخمة العمياء»، ويستحضر توفيق زياد، ليحاوره ويناجي الرفيقة المناضلة «أم باسل» ميسَّر عاقلة. ولم «يعتكف» «مفلح طبعوني» قبل أن يكشف الزيف المختبئ خلف الأقنعة الدينية والاجتماعية، ثم يعتكف «في غياهب النفْس// التي تعانق النفس// بعيدًا عن متاهاتِ مقاعد القشِّ»
4. داجون فلسطين ونصوص ندية، رام الله دار الماجد 2015. الطبعوني في كتاباته كما في نهجه الحياتي ثأئر حتى على نفسه ومسلماتها، فهو يناقشها ويطورها باستمرار. النفس الثوري هو ما يصبغ أدبه بألوان التمرد على الظلم.
مراجع:
1. 1 2  "الشاعر مفلح طبعوني ودوره في الحراك الثقافي الفلسطيني". مؤرشف من الأصل في 2019-04-01.
2. ↑  "القصيدة المختونة لا تغريني". www.diwanalarab.com/spip.php?article26069#.XKXzDZhvaUk. 2010. مؤرشف من الأصل في 2019-04-04.
3. ↑  مفلح طبعوني، مفلح (2016). محمد هيبي (المحرر). الخبز والشعر ... بعيدا عن البلاط. رام الله: دار الماجد.
4. ↑  "مفلح طبعوني في ديوانه «نزيف الظلال»". مؤرشف من الأصل في 2019-04-04.
5. ↑  مفلح طبعوني, مفلح (2015). داجون فلسطين ونصوص نديه (بعربية). رام الله: دار الماجد.{{استشهاد بكتاب}}:  صيانة الاستشهاد: لغة غير مدعومة (link)